# خسته‌دلان
خسته دلان نام سریالی تلویزیونی به کارگردانی سیروس الوند و تهیه شده در گروه فیلم و سریال شبکه یک است.

## داستان
کار تلویزیونی الوند داستان مسافرانی است که در یک قطار همسفرند. در سفر هر یک به یاد زندگی خود است و این یادآوری گذشته آدمهای داستان روال سفر را به گونه‌ای مجازی به روال زندگی گذران نزدیک می‌کند.

## بازیگران
- علی نصیریان
- داوود رشیدی
- امین تارخ
- مسعود رایگان
- سام درخشانی
- پویا امینی
- کوروش تهامی
- آناهیتا نعمتی
- مونا فرجاد
- امیرمحمد زند
- رامتین خداپناهی
- پردیس افکاری
- سعید پیردوست
- ابراهیم‌آبادی
- عارف لرستانی
- سیما مطلبی
- سیروس ابراهیم‌زاده
- مهرداد ضیایی

## مشخصات
- طراح فیلمنامه بایگانی‌شده  در ۱۹ اوت ۲۰۱۶ توسط Wayback Machine: سید سعید رحمانی
- مشاور پروژه: رضا کاشانی اسدی
- نویسنده: محمدهادی کریمی
- مدیر تصویربرداری: ایرج عاشوری
- مدیر هنری: مجید میرفخرایی
- طراح گریم: محمدرضا قومی
- طراح لباس: مهنوش عباسی
- صدابردار: جهانگیر میرشکاری
- جلوه‌های ویژه رایانه‌ای:امیر نجفی امامی،رضا فخاریه
- عکاس: حسن شجاعی
- روابط عمومی: امید سلیمانی فاخر
- مدیر تولید: مهدی بدرلو
- تهیه‌کننده و مجری طرح: محسن شایانفر